# Johann Jakob Bernhardi
Johann Jakob Bernhardi (1 de setembre de 1774 a Erfurt - 13 de maig de 1850 a Erfurt) va ser un metge i botànic alemany.

## Biografia
Johann J. Bernhardi estudià medicina i botànica a la Universitat d'Erfurt. L'any 1799 va ser nomenat director del jardí botànic a Gartenstraße, i el 1809 va ser nomenat professor de botànica, zoologia, mineralogia i materia medica a la universitat.
Va aconseguir un herbari notable de 60.000 plantes que finalment va anar a formar part del "Missouri Botanical Garden herbarium" el qual actualment conté 6,2 milions d'espècimens i una biblioteca amb uns 120.000 volums).
Johann J. Bernhardi estudià i va descriure diverses espècies d'orquídies, incloent Epipactis atrorubens. Va descriure una espècie de roser sense espines, Rosa × francofurtana, trobada al jardí de la casa de Johann Wolfgang von Goethe a Weimar.
El gènere Bernhardia (família Psilotaceae) el recorda.
Va ser l'editor de la revista botànica Thüringischen Gartenzeitung i el Allgemeinen deutschen Gartenmagazin. El carrer, Jacob-Bernhardi-Straße a Erfurt, porta el seu nom.

## Obres
- Catalogus plantarum horti Erfurtensis, 1799.
- Systematisches Verzeichnis der Pflanzen, welche in der Gegend um Erfurt gefunden werden, 1800 - Systematic catalog of plants that are found in the vicinity of Erfurt.
- Anleitung zu Kenntnis der Pflanzen, 1804 - Botanical instruction manual.
- Beobachtungen über Pflanzengefäße, 1805 - Observations involving planters.
- Ueber den Begriff der Pflanzenart und seine Anwendung, 1835 - On the concept of "species" and its application.